# FC Zwolle in het seizoen 2008/09
Het seizoen 2008/2009 is het 98e jaar in het bestaan van de Zwolse voetbalclub FC Zwolle. De club komt uit in de Eerste divisie en het toernooi om de KNVB beker.
Aan het begin van het seizoen 2008-2009 moeten alle tribunes in het nieuwe FC Zwolle Stadion gereed zijn voor gebruik en er zullen dan 10.500 mensen in kunnen. De overige werkzaamheden aan het stadion zullen in dit seizoen gedaan worden. Ook zal het stadion een officiële naam krijgen.

## Vertrek Jan Everse
Hoofdtrainer Jan Everse werd op 2 maart 2009 op non-actief gesteld door het bestuur van FC Zwolle. De reden ligt volgens FC Zwolle niet op het sportieve vlak, maar zou volgens de club een misdraging zijn, gepaard gaande met fysiek contact jegens een medewerker van FC Zwolle. De club vindt dat er een onwerkbare en onhoudbare situatie is ontstaan. Jan Everse is een andere mening toegedaan. Volgens hem hebben bestuur en directie bewust gezocht naar een aanleiding om hem te ontslaan. Everse ontkent fysiek geweld te hebben toegepast en zegt dat hij in zijn goede naam is aangetast door uitlatingen van voorzitter Ronald van Vliet in de media. Everse kwam al vaker in aanvaring met de clubleiding, die volgens de oefenmeester amateuristisch te werk gaat. In maart 2008 hadden FC Zwolle en Jan Everse bijvoorbeeld onenigheid over de duur van diens verbintenis. Na het op non-actief stellen van Everse is veel onrust ontstaan bij de achterban van de club. Op 5 maart protesteert een groep "supporters" bij het huis van voorzitter Van Vliet. Het protest loopt uit de hand en de politie grijpt in. Er sneuvelt een ruit in het appartement van de voorzitter. De politie verricht acht aanhoudingen. Honderden supporters eisen het vertrek van het bestuur en de terugkeer van Jan Everse.
Een arbitragezaak bij de KNVB moest duidelijkheid in de zaak scheppen over de gronden waarop de trainer op non-actief was gesteld. Verder zou er tevens worden bekeken of Everse als hoofdtrainer kon aanblijven bij FC Zwolle, of dat er een onwerkbare situatie was ontstaan. Indien het laatste het geval zou zijn dan moest FC Zwolle de oefenmeester een forse afkoopsom moeten betalen in ruil voor ontslag. Assistent van Jan Everse was Claus Boekweg. Hij nam na het op non-actief stellen van Everse tijdelijk de taak als hoofdtrainer op zich, maar besloot uit solidariteit met Everse deze functie slechts voor de duur van twee wedstrijden te vervullen. Op 10 maart 2009 maakte FC Zwolle bekend dat Marco Roelofsen, tot dan toe trainer van de B-jeugd van FC Zwolle, tijdelijk het hoofdtrainerschap op zich zal nemen. Claus Boekweg ging weer als assistent-trainer aan de slag.

## Wedstrijdstatistieken

### Oefenduels
| Datum + plaats           | Wedstrijd                           | Uitslag        | Scoreverloop |
| ------------------------ | ----------------------------------- | -------------- | --- |
| 12 juli 2008 Mariënberg  | FC Zwolle – FC Twente               | 2 – 3 (1 – 0)  | 8' Bram van Polen 1–0, 47' Matías Oliver 2–0, 50' Marko Arnautović 2–1, 60' Stein Huysegems 2–2, 84' Marko Arnautović 2–3 |
| 16 juli 2008 De Wijk     | VV Wacker De Wijk (ama) – FC Zwolle | 0 – 11 (0 – 6) | 5' Eric Botteghin 0–1, 18' Johan Plat 0–2, 27' Johan Plat 0–3, 32' Johan Plat 0–4, 33' Eltjo Gnodde 0–5, 42' Mariano Corsico 0–6, 46' Grizolli 0–7, 57' Johan Plat 0–8, 60' Johan Plat 0–9, 64' Johan Plat 0–10, 85' Dave Huymans 0–11                                                                                |
| 19 juli 2008 Zwartsluis  | VV Olympia '28 (ama) – FC Zwolle    | 0 – 8 (0 – 2)  | 15' Johan Plat 0–1, 32' Marcel Kleizen 0–2, 52' Grizolli 0–3, 55' Grizolli 0–4, 67' Bram van Polen 0–5, 69' Bram van Polen 0–6, 81' Grizolli 0–7, 90' Eltjo Gnodde 0–8 |
| 22 juli 2008 Garderen    | FC Zwolle – Litex Lovech            | 0 – 1 (0 – 1)  | 13' Eduardo du Bala 0–1 |
| 24 juli 2008 Garderen    | Regioteam – FC Zwolle               | 0 – 13 (0 – 6) | 3' Vincent van den Berg 0–1, 12' Dave Huymans 0–2, 24' Marcel Kleizen 0–3, 33' Johan Plat 0–4, 36' Johan Plat 0–5, 39' Marcel Kleizen 0–6, 49' Derk Boerrigter 0–7, 57' Derk Boerrigter 0–8, 66' Thomas Vossebelt 0–9, 73' Dave Huymans 0–10, 79' Eltjo Gnodde 0–11, 82' Erik Bakker 0–12 90' Jesper Voorintholt 0–13 |
| 27 juli 2008 Nieuwleusen | FC Zwolle – Aberdeen FC             | 2 – 1 (0 – 0)  | 54' Gaby McDonald 0–1, 82' Derk Boerrigter 1–1, 85' Derk Boerrigter 2–1 |
| 29 juli 2008 Hattem      | FC Zwolle – Skoda Xanthi            | 3 – 2 (1 – 0)  | 28' Zdenko Kaprálik 1–0, 52' Albert van der Haar 2–0 (p), 77' Marcel Kleizen 3–0, 84' Dimitris Souanis 3–1, 87' Tomasz Radzinski 3–2. |
| 1 augustus 2008 Zwolle   | FC Zwolle – Real Valladolid         | 0 – 0          | – |

### Eerste divisie
| 1e speelronde | FC Zwolle                                                                        | 0 – 0          | MVV                                                                                            | Opstelling FC Zwolle: |  |
| 8 augustus 2008 Plaats: Zwolle FC Zwolle Stadion Toeschouwers: 5.415 Scheidsrechter: Reinold Wiedemeijer |                                                                                  |                |                                                                                                | Boer, Van der Wal, Botteghin, Kaprálik, Giglio, Van Polen (68' Kleizen), Görner (75' Huymans), Van der Haar , Boerrigter, J. Plat (61' Grizolli), Guarino                                            |  |
| 2e speelronde | RBC Roosendaal                                                                   | 1 – 3 (0 – 1)  | FC Zwolle                                                                                      | Opstelling FC Zwolle: |  |
| 15 augustus 2008 Plaats: Roosendaal Rosada Stadion Toeschouwers: 2.500 Scheidsrechter: Björn Kuipers | Tim Peters 54'                                                                   |                | 21' Javier Guarino 75' Bram van Polen 90' Dave Huymans                                         | Boer, Van der Wal, Botteghin, Kaprálik, Giglio (40' Bakker), Van Polen, Görner, Van der Haar, Boerrigter (60' Kleizen), J. Plat (76' Huymans), Guarino Görner, Giglio, Van der Wal, Kleizen          |  |
| - Het doelpunt van Bram van Polen was het 55.000e doelpunt in de eerste divisie. |                                                                                  |                |                                                                                                | |  |
| 3e speelronde | FC Zwolle                                                                        | 3 – 1 (1 – 10) | SC Cambuur Leeuwarden                                                                          | Opstelling FC Zwolle: |  |
| 22 augustus 2008 Plaats: Zwolle FC Zwolle Stadion Toeschouwers: 5.620 Scheidsrechter: Richard Liesveld | Bram van Polen 4' Eric Botteghin 54' Marcel Kleizen 60'                          |                | 14' Ruud ter Heide                                                                             | Boer, Van der Wal, Botteghin, Kaprálik, Van der Haar , Van Polen (84' Huymans), Bakker, Görner, Guarino, J. Plat (66' Boerrigter), Kleizen, (74' Grizolli) 39' Bakker, 80' Botteghin                 |  |
| 4e speelronde | VVV-Venlo                                                                        | 1 – 1 (0 – 1)  | FC Zwolle                                                                                      | Opstelling FC Zwolle: |  |
| 29 augustus 2008 Plaats: Venlo Seacon Stadion - De Koel Toeschouwers: 6.000 Scheidsrechter: Tom van Sichem | Samir El Gaaouiri 68'                                                            |                | 8' Albert van der Haar                                                                         | Boer, Van der Wal, Botteghin, Kaprálik, Giglio, Görner, Bakker (71' Huymans), Van der Haar, Guarino (60' Gnodde), J. Plat (88' Reijnders), Boerrigter Van der Wal, Görner, Boerrigter, Gnodde,Giglio |  |
| 5e speelronde | FC Zwolle                                                                        | 3 – 0 (0 – 0)  | Telstar                                                                                        | Opstelling FC Zwolle: |  |
| 5 september 2008 Plaats: Zwolle FC Zwolle Stadion Toeschouwers: 5.210 Scheidsrechter: Ed Janssen | Eric Botteghin 49' Bram van Polen 52' Thiago Grizolli 83'                        |                |                                                                                                | Boer, Van der Wal, Botteghin, Kaprálik, Giglio, Reijnen (75' Vossebelt), Bakker, (58' Grizolli), Görner, J. Plat (60' Gnodde), Van Polen (64' Huymans), Boerrigter                                   |  |
| 6e speelronde | TOP Oss                                                                          | 3 – 1 (1 – 0)  | FC Zwolle                                                                                      | Opstelling FC Zwolle: |  |
| 12 september 2008 Plaats: Oss Heesen Yachts Stadion Toeschouwers: 1.873 Scheidsrechter: Raymond van Meenen | Dave Zafarin 34' Dave Zafarin 58' Dimitri Djollo 90'                             |                | 48' Albert van der Haar                                                                        | Boer , Van der Wal, Botteghin, Kaprálik, Giglio, Van der Haar, Reijnen, Bakker (75' Huymans), Görner (63' J. Plat), Boerrigter, Grizolli Görner, Boerrigter Reijnen                                  |  |
| 7e speelronde | FC Zwolle                                                                        | 4 – 0 (3 – 0)  | FC Emmen                                                                                       | Opstelling FC Zwolle: |  |
| 15 september 2008 Plaats: Zwolle FC Zwolle Stadion Toeschouwers: 4.884 Scheidsrechter: Jan Wegereef | Johan Plat 24' Dave Huymans 28' Thiago Grizolli 33' Johan Plat 89'               |                |                                                                                                | Boer, Van der Wal (46' Görner), Botteghin, Kaprálik, Giglio, Van der Haar , Huymans, Bakker, J. Plat, Boerrigter, Grizolli Boerrigter, Kaprálik                                                      |  |
| 8e speelronde | BV Veendam                                                                       | 0 – 0          | FC Zwolle                                                                                      | Opstelling FC Zwolle: |  |
| 19 september 2008 Plaats: Veendam De Langeleegte Toeschouwers: 4.160 Scheidsrechter: Mike van der Roest |                                                                                  |                |                                                                                                | Boer, Van der Wal, Botteghin, Kaprálik, Giglio, Van der Haar, Grizolli (66' Görner), Huymans, J. Plat (89' Vossebelt), Bakker, Boerrigter (85' Gnodde) Huymans                                       |  |
| 9e speelronde | FC Dordrecht                                                                     | 4 – 0 (2 – 0)  | FC Zwolle                                                                                      | Opstelling FC Zwolle: |  |
| 26 september 2008 Plaats: Dordrecht GN Bouw Stadion Toeschouwers: 2.118 Scheidsrechter: Dick van Egmond | Moussa Kalisse 31' Moussa Kalisse 37' Rocky Siberie 86' Resham Sardar 89'        |                |                                                                                                | Boer, Van der Wal, Botteghin, Kaprálik, Giglio, Van der Haar, Lim-Duan, Reijnen, Boerrigter, Bakker, Görner (65' Gnodde) Botteghin                                                                   |  |
| 10e speelronde | FC Zwolle                                                                        | 1 – 0 (0 – 0)  | Go Ahead Eagles                                                                                | Opstelling FC Zwolle: |  |
| 5 oktober 2008 Plaats: Zwolle FC Zwolle Stadion Toeschouwers: 6.702 Scheidsrechter: Reinold Wiedemeijer | Albert van der Haar (pen) 80'                                                    | IJsselderby    |                                                                                                | Boer, Van der Wal, Botteghin, Kaprálik,Van der Haar, Reijnen, Huymans, Bakker (81' Lim Duan), Grizolli (89' Van der Sluijs), Boerrigter (90' Görner), Kleizen Huymans                                |  |
| 11e speelronde | FC Zwolle                                                                        | 2 – 2 (1 – 0)  | FC Eindhoven                                                                                   | Opstelling FC Zwolle: |  |
| 10 oktober 2008 Plaats: Zwolle FC Zwolle Stadion Toeschouwers: 5.123 Scheidsrechter: Mario Diks | Derk Boerrigter 4' Dennis van der Wal 76'                                        |                | 67' Rob van Boekel 83' Serhat Koç                                                              | Boer, Van der Sluijs, Botteghin, Kaprálik,Van der Haar, Reijnen, Huymans, Bakker (64' Gnodde), Grizolli (54' Görner),Van der Wal, Boerrigter (73' Vossebelt)                                         |  |
| 12e speelronde | AGOVV Apeldoorn                                                                  | 2 – 1 (0 – 1)  | FC Zwolle                                                                                      | Opstelling FC Zwolle: |  |
| 17 oktober 2008 Plaats: Apeldoorn Sportpark Berg & Bos Toeschouwers: 2.780 Scheidsrechter: Michel Winter | Julius Wille 58' Hans van de Haar 76'                                            |                | 30' Javier Guarino                                                                             | Boer, Van der Wal, Botteghin, Kaprálik, Van der Sluijs (71' Huymans), Reijnen, Bakker (75' J. Plat), Van der Haar, Guarino, Kleizen, Grizolli (59' Boerrigter) Guarino                               |  |
| 13e speelronde | FC Zwolle                                                                        | 1 – 1 (0 – 0)  | RKC Waalwijk                                                                                   | Opstelling FC Zwolle: |  |
| 24 oktober 2008 Plaats: Zwolle FC Zwolle Stadion Toeschouwers: 5.895 Scheidsrechter: Richard Liesveld | Dave Huymans 57'                                                                 |                | 51' (pen) Ruud Berger                                                                          | Boer, Van der Wal, Botteghin, Kaprálik,Giglio (55' Boerrigter), Reijnen, Van der Haar, Huymans (84' Görner), Guarino, Kleizen (72' Bakker), Grizolli Botteghin, Giglio, Reijnen, Kleizen, Grizolli   |  |
| 14e speelronde | Haarlem                                                                          | 3 – 1 (0 – 1)  | FC Zwolle                                                                                      | Opstelling FC Zwolle: |  |
| 31 oktober 2008 Plaats: Haarlem Haarlemstadion Toeschouwers: 2.100 Scheidsrechter: Bart van der Scheer | Wilmer Kousemaker 60' Laurens ten Heuvel 64' Michel Kruijer 72'                  |                | 38' Javier Guarino                                                                             | Boer, Van der Wal, Botteghin, Kaprálik, Van der Haar (73' Giglio), Reijnen, Grizolli (73' Görner), Huymans, Guarino, Bakker, Boerrigter                                                              |  |
| 15e speelronde | FC Zwolle                                                                        | 0 – 1 (0 – 0)  | Helmond Sport                                                                                  | Opstelling FC Zwolle: |  |
| 7 november 2008 Plaats: Zwolle FC Zwolle Stadion Toeschouwers: 4.230 Scheidsrechter: Raymond van Meenen |                                                                                  |                | 48' Mark Höcher                                                                                | Boer, Van der Wal, Botteghin, Kaprálik,Giglio, Reijnen, Bakker (76' Grizolli), Van der Haar, Kleizen (54' Huymans), Boerrigter, Guarino                                                              |  |
| 16e speelronde | Fortuna Sittard                                                                  | 1 – 3 (0 – 1)  | FC Zwolle                                                                                      | Opstelling FC Zwolle: |  |
| 15 november 2008 Plaats: Sittard Wagner en Partners Stadion Toeschouwers: 1.980 Scheidsrechter: Jochem Kamphuis | Charlie van den Ouweland 90'                                                     |                | 12' Derk Boerrigter 62' Dave Huymans 64' Marcel Kleizen                                        | Boer, Van der Wal, Botteghin, Kaprálik, Giglio, Reijnen, Huymans (78' Görner), Van der Haar , Guarino (60' Kleizen), De Graaff (68' Bakker), Boerrigter                                              |  |
| De wedstrijd stond eerst gepland op vrijdag 14 november, maar is verplaatst naar zaterdag 15 november in verband met de bekerwedstrijd die Fortuna Sittard moest spelen op woensdag 12 november. |                                                                                  |                |                                                                                                | |  |
| 17e speelronde | FC Omniworld                                                                     | 3 – 3 (2 – 1)  | FC Zwolle                                                                                      | Opstelling FC Zwolle: |  |
| 21 november 2008 Plaats: Almere Mitsubishi Forklift-Stadion Toeschouwers: 1.006 Scheidsrechter: Maarten Ketting | Paul Mulders 10' Eric Botteghin (e.d.) 31' Diederik Boer (e.d.) 82'              |                | 41' Marcel Kleizen 61' (e.d.) Shane Arana Barrantes 90' Derk Boerrigter                        | Boer, Van der Wal, Botteghin, Kaprálik, Giglio (46' Bakker), Reijnen, Van der Haar , Huymans (81' Lim-Duan), De Graaff (25' Kleizen), Guarino, Boerrigter Kaprálik                                   |  |
| 18e speelronde | FC Zwolle                                                                        | 1 – 1 (1 – 1)  | Excelsior                                                                                      | Opstelling FC Zwolle: |  |
| 28 november 2008 Plaats: Zwolle FC Zwolle Stadion Toeschouwers: 4.890 Scheidsrechter: Ed Janssen | Dave Huymans 10'                                                                 |                | 9' Robert Braber                                                                               | Boer, Van der Wal, Botteghin, Kaprálik, Van der Haar , Reijnen, Bakker (87' Gnodde), Huymans, Guarino, Lim-Duan (70' Görner), Kleizen (75' J. Plat) Reijnen, Botteghin                               |  |
| 19e speelronde | FC Den Bosch                                                                     | 3 – 4 (2 – 3)  | FC Zwolle                                                                                      | Opstelling FC Zwolle: |  |
| 15 december 2008 Plaats: 's-Hertogenbosch Stadion De Vliert Toeschouwers: 2.817 Scheidsrechter: Jan Wegereef | Stefano Seedorf (pen.) 18' Diangi Matusiwa 42' Stanley Aborah 90'                |                | 3' Dominggus Lim-Duan 16' (e.d.) Jordens Peters 45' (pen) Albert van der Haar 83' Dave Huymans | Boer, Van der Wal, Botteghin, Kaprálik, Van der Haar , Reijnen, Bakker (46' Boerrigter), Huymans, Guarino, Lim-Duan (80' Vossebelt), Kleizen (71' J. Plat) Botteghin                                 |  |
| 20e speelronde | MVV                                                                              | 4 – 1 (1 – 1)  | FC Zwolle                                                                                      | Opstelling FC Zwolle: |  |
| 12 december 2008 Plaats: Maastricht Geusselt Toeschouwers: 5.574 Scheidsrechter: Tom van Sichem | Alexandre Bryssinck 20' Christian Brüls 48' Güven Cavus 80' Anthony Di Lallo 89' |                | 39' Dave Huymans                                                                               | Kerklaan, Van der Wal, Reijnen, Kaprálik, Van der Haar , Görner (59' Boerrigter), Bakker, Huymans, Guarino, Lim Duan (74' J. Plat), Kleizen Görner, Boerrigter, Kerklaan, Huymans                    |  |
| - Voor het eerst sinds 133 wedstrijden en bijna 200 uur op het doel van FC Zwolle te hebben gestaan, moest doelman Diederik Boer verstek laten gaan wegens een blessure aan de kuit. |                                                                                  |                |                                                                                                | |  |
| 21e speelronde | FC Zwolle                                                                        | 2 – 1 (1 – 0)  | FC Dordrecht                                                                                   | Opstelling FC Zwolle: |  |
| 19 december 2008 Plaats: Zwolle FC Zwolle Stadion Toeschouwers: 5.825 Scheidsrechter: Mario Diks | Derk Boerrigter 12' Albert van der Haar 77'                                      |                | 63' Guy Ramos                                                                                  | Kerklaan, Van der Wal, Botteghin, Kaprálik, Van der Haar , Reijnen, Bakker (16' Lim Duan), Huymans, Guarino (75' J. Plat), Kleizen, Boerrigter (90' Gnodde)                                          |  |
| 22e speelronde | Go Ahead Eagles                                                                  | 0 – 1 (0 – 1)  | FC Zwolle                                                                                      | Opstelling FC Zwolle: |  |
| 18 januari 2009 Plaats: Deventer De Adelaarshorst Toeschouwers: 5.340 Scheidsrechter: Dick van Egmond |                                                                                  | IJsselderby    | 45' Derk Boerrigter                                                                            | Boer, Van der Wal, Botteghin, Kaprálik, Kuipers, Reijnen, Bakker, Van der Haar , Bargas (78' Guarino), Boerrigter (73' Lim Duan), Kleizen, (87' J. Plat) Bargas Bakker                               |  |
| 23e speelronde | FC Zwolle                                                                        | 3 – 2 (1 – 2)  | AGOVV Apeldoorn                                                                                | Opstelling FC Zwolle: |  |
| 23 januari 2009 Plaats: Zwolle FC Zwolle Stadion Toeschouwers: 4.222 Scheidsrechter: Raymond van Meenen | Javier Guarino 21' Albert van der Haar(pen) 66' Javier Guarino 74'               |                | 3' Jeremy Bokila 37' Jeremy Bokila                                                             | Boer, Van der Wal, Botteghin, Kaprálik (58' Bonifacio), Kuipers (80' Vossebelt), Reijnen, Huymans (74' J. Plat), Van der Haar , Guarino, Bargas, Boerrigter Reijnen, Van der Wal, Bargas             |  |
| 24e speelronde | FC Zwolle                                                                        | 1 – 2 (0 – 1)  | VVV-Venlo                                                                                      | Opstelling FC Zwolle: |  |
| 6 februari 2009 Plaats: Zwolle FC Zwolle Stadion Toeschouwers: 6.694 Scheidsrechter: Danny Makkelie | Brandon Bonifacio 83'                                                            |                | 29' Leon Kantelberg 50' Samir El Gaaouiri                                                      | Boer, Van der Wal, Botteghin, Van der Haar , Kuipers (75' Kaprálik), Reijnen (60' Bonifacio), Bakker (60' Lim Duan), Keizer, Guarino, Bargas, Boerrigter                                             |  |
| 25e speelronde | FC Zwolle                                                                        | 0 – 2 (0 – 2)  | RBC Roosendaal                                                                                 | Opstelling FC Zwolle: |  |
| 13 februari 2009 Plaats: Zwolle FC Zwolle Stadion Toeschouwers: 5.421 Scheidsrechter: Rutger Bekebrede |                                                                                  |                | 3' Tim Peters 43' Tim Peters                                                                   | Boer, Van der Wal, Botteghin, Van der Haar , Kuipers (37' Kaprálik), Bonifacio (72' Van Polen), Bakker, Keizer, Guarino (63' J. Plat), Bargas, Boerrigter Bargas, Boer                               |  |
| - Henk Vos mist namens RBC Roosendaal een penalty bij een stand van 0-2. |                                                                                  |                |                                                                                                | |  |
| 26e speelronde | SC Cambuur Leeuwarden                                                            | 1 – 2 (1 – 1)  | FC Zwolle                                                                                      | Opstelling FC Zwolle: |  |
| 17 februari 2009 Plaats: Leeuwarden Cambuurstadion Toeschouwers: 8.387 Scheidsrechter: Jack van Hulten | Brack (pen) 24'                                                                  |                | 6' Hugo Bargas 59' Hugo Bargas                                                                 | Kerklaan, Van der Wal, Botteghin, Kaprálik, Van der Haar (57' Kuipers), Reijnen, Van Polen (77' Huymans), Keizer, Bargas, Bakker, Dominggus Lim-Duan (54' Boerrigter) Kerklaan, Bakker               |  |
| - Door deze overwinning is FC Zwolle de winnaar van de vierde periode. - Deze wedstrijd zou eigenlijk op vrijdag 30 januari 2009 gespeeld worden, maar dit kon niet plaatsvinden. Scheidsrechter Jack van Hulten vond het veld namelijk te hard en te glad om er op te laten voetballen. Omdat het veld er op 3 februari 2009 en 10 februari 2009 nog net zo bij lag als op vrijdag 30 januari 2009, werd de wedstrijd nog tweemaal afgelast. |                                                                                  |                |                                                                                                | |  |
| 27 speelronde | FC Emmen                                                                         | 1 – 0 (0 – 0)  | FC Zwolle                                                                                      | Opstelling FC Zwolle: |  |
| 20 februari 2009 Plaats: Emmen Univé Stadion Toeschouwers: 3.460 Scheidsrechter: Maarten Ketting | Robbie Haemhouts 90'                                                             |                |                                                                                                | Kerklaan, Van der Wal, Botteghin , Kaprálik, Kuipers, Reijnen, Van Polen (62' Roel de Graaff), Keizer, Bargas, Huymans (70' J. Plat), Bakker (65' Guarino)                                           |  |
| 28e speelronde | FC Zwolle                                                                        | 3 – 2 (0 – 1)  | BV Veendam                                                                                     | Opstelling FC Zwolle: |  |
| 27 februari 2009 Plaats: Zwolle FC Zwolle Stadion Toeschouwers: 4.133 Scheidsrechter: Jeroen Sanders | Etiënne Reijnen 59' Albert van der Haar (pen) 67' Bram van Polen 80'             |                | 25' Niek Loohuis 74' Sander Rozema                                                             | Boer, Van der Wal, Botteghin, Kaprálik, Van der Haar , Keizer, Bakker (70' Huymans), Reijnen, Van Polen, Bargas (88' Guarino), De Graaff (46' Boerrigter) Botteghin                                  |  |
| - Serdar Öztürk mist namens BV Veendam een penalty bij een stand van 0-0. |                                                                                  |                |                                                                                                | |  |
| 29e speelronde | RKC Waalwijk                                                                     | 1 – 0 (1 – 0)  | FC Zwolle                                                                                      | Opstelling FC Zwolle: |  |
| 6 maart 2009 Plaats: Waalwijk Mandemakers Stadion Toeschouwers: 4.960 Scheidsrechter: Ruud Bossen | Anton Jongsma 13'                                                                |                |                                                                                                | Boer, Van der Wal, Reijnen, Van der Haar , Kuipers, Van Polen, Lim-Duan, Keizer (88' J. Plat), Bargas, Huymans, Bakker (70' De Graaff) Reijnen, Van der Wal, Boer                                    |  |
| - Claus Boekweg zat na het op non-actief zetten van Jan Everse als interim-trainer op de bank. |                                                                                  |                |                                                                                                | |  |
| 30e speelronde | FC Zwolle                                                                        | 3 – 1 (1 – 0)  | FC Omniworld                                                                                   | Opstelling FC Zwolle: |  |
| 13 maart 2009 Plaats: Zwolle FC Zwolle Stadion Toeschouwers: 5.234 Scheidsrechter: Serdar Gözübüyük | Hugo Bargas 33' Etiënne Reijnen 80' Eric Botteghin 82'                           |                | 55' Sander Duits                                                                               | Boer, Van der Wal, Botteghin , Kaprálik, Kuipers (76' Huymans), Reijnen, Bakker, Keizer (76' J. Plat), Bargas, Lim-Duan (82' De Graaff), Boerrigter                                                  |  |
| - Claus Boekweg zat na het op non-actief zetten van Jan Everse als interim-trainer op de bank. |                                                                                  |                |                                                                                                | |  |
| 31e speelronde | Excelsior                                                                        | 0 – 2 (0 – 1)  | FC Zwolle                                                                                      | Opstelling FC Zwolle: |  |
| 20 maart 2009 Plaats: Rotterdam Stadion Woudestein Toeschouwers: 2.834 Scheidsrechter: Michel Winter |                                                                                  |                | 25' Eric Botteghin 80' Derk Boerrigter                                                         | Boer, Van der Wal, Botteghin, Van der Haar , Kuipers (72' Van der Sluijs), Reijnen, Lim-Duan (90' Bakker), Keizer, Bargas, Van Polen, Boerrigter (85' De Graaff) Van der Sluijs                      |  |
| - Marco Roelofsen zat na het op non-actief zetten van Jan Everse als interim-trainer op de bank. |                                                                                  |                |                                                                                                | |  |
| 32e speelronde | FC Zwolle                                                                        | 1 – 0 (0 – 0)  | FC Den Bosch                                                                                   | Opstelling FC Zwolle: |  |
| 27 maart 2009 Plaats: Zwolle FC Zwolle Stadion Toeschouwers: 5.334 Scheidsrechter: Bas de Groot | Derk Boerrigter 5'                                                               |                |                                                                                                | Boer, Van der Wal, Botteghin, Van der Haar , Kuipers, Van der Sluijs, Lim-Duan (67' De Graaff), Keizer (81' Bakker), Bargas (86' Guarino), Van Polen, Boerrigter                                     |  |
| - Marco Roelofsen zat na het op non-actief zetten van Jan Everse als interim-trainer op de bank. |                                                                                  |                |                                                                                                | |  |
| 33e speelronde | Telstar                                                                          | 0 – 2 (0 – 1)  | FC Zwolle                                                                                      | Opstelling FC Zwolle: |  |
| 3 april 2009 Plaats: IJmuiden Sportpark Schoonenberg Toeschouwers: 1.263 Scheidsrechter: Serdar Gözübüyük |                                                                                  |                | 13' Hugo Bargas 73' Derk Boerrigter                                                            | Boer, Van der Wal, Botteghin , Kuipers, Van der Sluijs, Lim-Duan (73' Bakker), Keizer, Bargas (86' Guarino), Van Polen (90' Huymans), Boerrigter                                                     |  |
| - Marco Roelofsen zat na het op non-actief zetten van Jan Everse als interim-trainer op de bank. |                                                                                  |                |                                                                                                | |  |
| 34e speelronde | FC Zwolle                                                                        | 0 – 0          | TOP Oss                                                                                        | Opstelling FC Zwolle: |  |
| 10 april 2009 Plaats: Zwolle FC Zwolle Stadion Toeschouwers: 5.069 Scheidsrechter: Danny Makkelie |                                                                                  |                |                                                                                                | Boer, Van der Wal, Botteghin , Kuipers (85' Bakker), Van der Sluijs, Lim-Duan (70' J. Plat), Keizer, Bargas, Van Polen, Boerrigter (57' De Graaff) De Graaff, Van der Sluijs                         |  |
| - Marco Roelofsen zat na het op non-actief zetten van Jan Everse als interim-trainer op de bank. |                                                                                  |                |                                                                                                | |  |
| 35e speelronde | FC Zwolle                                                                        | 2 – 1 (1 – 1)  | Fortuna Sittard                                                                                | Opstelling FC Zwolle: |  |
| 17 april 2009 Plaats: Zwolle FC Zwolle Stadion Toeschouwers: 4.905 Scheidsrechter: Jack van Hulten | Eric Botteghin 2' Dave Huymans 74'                                               |                | 31' Samir Kozarac                                                                              | Boer, Van der Wal, Botteghin, Van der Haar , Kuipers (67' Guarino), Reijnen, De Graaff, Keizer (63' Huymans), Bargas (87' Kaprálik), Van Polen, Bakker Botteghin, Van Polen, Bargas, Huymans         |  |
| - Marco Roelofsen zat na het op non-actief zetten van Jan Everse als interim-trainer op de bank. |                                                                                  |                |                                                                                                | |  |
| 36e speelronde | FC Eindhoven                                                                     | 2 – 0 (1 – 0)  | FC Zwolle                                                                                      | Opstelling FC Zwolle: |  |
| 24 april 2009 Plaats: Eindhoven Jan Louwers Stadion Toeschouwers: 1.300 Scheidsrechter: Reinold Wiedemeijer | Rochdi Achenteh 21' Nelemans (pen) 90'                                           |                |                                                                                                | Boer, Van der Wal, Botteghin, Van der Haar (46' Kaprálik), Kuipers, Reijnen (70' Huymans), De Graaff, Keizer, Bargas, Van Polen, Lim-Duan (46' Guarino) Kaprálik, Van der Wal Kuipers                |  |
| - Marco Roelofsen zat na het op non-actief zetten van Jan Everse als interim-trainer op de bank. |                                                                                  |                |                                                                                                | |  |
| 37e speelronde | Helmond Sport                                                                    | 0 – 0          | FC Zwolle                                                                                      | Opstelling FC Zwolle: |  |
| 1 mei 2009 Plaats: Helmond Stadion De Braak Toeschouwers: 3.311 Scheidsrechter: Michel Winter |                                                                                  |                |                                                                                                | Boer, Van der Sluijs (59' Huymans), Botteghin, Kaprálik, Van der Haar , Reijnen, De Graaff (85' Gnodde), Keizer, Bargas, Van Polen, Bakker (70' Lim-Duan) Bargas                                     |  |
| - Marco Roelofsen zat na het op non-actief zetten van Jan Everse als interim-trainer op de bank. |                                                                                  |                |                                                                                                | |  |
| 38e speelronde | FC Zwolle                                                                        | 3 – 2 (2 – 0)  | FC Haarlem                                                                                     | Opstelling FC Zwolle: |  |
| 8 mei 2009 Plaats: Zwolle FC Zwolle Stadion Toeschouwers: 5.696 Scheidsrechter: Jeroen Sanders | Bram van Polen 34' Erik Bakker 45' Dominggus Lim-Duan 76'                        |                | 46' Marvin Wijks 82' Marvin Wijks                                                              | Boer, Van der Wal, Botteghin, Kaprálik, Kuipers, Reijnen, De Graaff (82' Gnodde), Van der Haar , Bakker, Van Polen (87' Vossebelt), Lim-Duan (85' Huymans) Kuipers                                   |  |
| - Marco Roelofsen zat na het op non-actief zetten van Jan Everse als interim-trainer op de bank. |                                                                                  |                |                                                                                                | |  |

### Playoffs promotie/degradatie
| 2e ronde | FC Zwolle                                                   | 2 – 1 (1 – 0) | SC Cambuur Leeuwarden     | Opstelling FC Zwolle: |
| 19 mei 2009 Plaats: Zwolle FC Zwolle Stadion Toeschouwers: 8.691 Scheidsrechter: Ben Haverkort | Albert van der Haar 19' Roel de Graaff 58'                  |               | 88' (pen) Koen Brack      | Boer, Van der Wal, Botteghin, Van der Haar , Kuipers, Reijnen, Lim-Duan (74' Huymans) Keizer, Bargas {90+1' J. Plat}, Bakker, De Graaff {68' Van Polen) Bakker, Kuipers, Reijnen                         |
| - Vanwege de resultaten in de competitie (4e) mocht FC Zwolle de eerste ronde van de playoffs overslaan en in de tweede ronde beginnen (tegen de nr. 3). |                                                             |               |                           | |
| 2e ronde | SC Cambuur Leeuwarden                                       | 3 – 1 (1 – 1) | FC Zwolle                 | Opstelling FC Zwolle: |
| 22 mei 2009 Plaats: Leeuwarden Cambuur Stadion Toeschouwers: 10.200 Scheidsrechter: Jan Wegereef | Sandor van der Heide 5' Mark de Vries 68' Mark de Vries 71' |               | '35' (e.d.) Paul Beekmans | Boer, Van der Wal, Botteghin, Van der Haar , Kuipers, Reijnen, Lim-Duan (60' Van Polen) Keizer {78' Van der Sluijs), Bargas, Bakker, De Graaff {69' Kaprálik) Lim-Duan, Botteghin, Van Polen Van der Wal |
| - Het duel werd na ongeveer twintig minuten stilgelegd door scheidsrechter Jan Wegereef, toen er glasscherven werden aangetroffen in het doelgebied voor de goalie van FC Zwolle, Diederik Boer. Na een kleine schoonmaakoperatie van ongeveer 15 minuten werd de wedstrijd hervat. Het stond op dat moment 1-0. |                                                             |               |                           | |
| Beslissingswedstrijd 2e ronde | SC Cambuur Leeuwarden                                       | 2 – 0 (2 – 0) | FC Zwolle                 | Opstelling FC Zwolle: |
| 25 mei 2009 Plaats: Leeuwarden Cambuur Stadion Toeschouwers: 10.200 Scheidsrechter: Björn Kuipers | Sandor van der Heide 29' Koen Brack (pen) 45'               |               |                           | Boer, Van der Sluijs, Botteghin, Van der Haar , Kuipers {71' Kaprálik), Reijnen, Van Polen, Keizer, Bargas, Bakker (66'Lim-Duan), De Graaff {62+1' J. Plat Hugo Bargas, Bakker, Botteghin                |
| - Een derde duel in de 2e ronde was noodzakelijk. Uiteindelijk mocht Cambuur vanwege dit resultaat door naar de 3e ronde, waarin het Roda JC tegenkwam. Voor FC Zwolle was het seizoen ten einde. |                                                             |               |                           | |

### KNVB beker
| 2e ronde                                                                                            | SC Cambuur Leeuwarden                                                                                  | 3 – 3 (1 – 1, 3 – 3, 3 – 3) v.n.s. | FC Zwolle | Opstelling FC Zwolle: |
| 23 september 2008 Plaats: Leeuwarden Cambuurstadion Toeschouwers: 4.012 Scheidsrechter: Ruud Bossen | Paul Beekmans 21' Ruud ter Heide 68' Sandor van der Heide 90' Michael Jansen Danny Guijt Paul Beekmans |                                    | 42' (pen) Albert van der Haar 72' Erik Bakker 87' Thiago Grizolli Albert van der Haar Derk Boerrigter Eric Botteghin | Boer, Van der Wal, Botteghin, Kaprálik, Giglio, Van der Haar, Grizolli (88' Vossebelt), Huymans, J. Plat (46' Görner), Bakker (90' Gnodde), Boerrigter Kaprálik, Grizolli |

## Selectie en technische staf
Voor aanvang van het seizoen is bekend dat publiekslieveling Dennis van der Wal ook het komende seizoen voor de club uitkomt, waar eerder nog ontslag voor hem is aangevraagd, is alsnog een potje geld gevonden om Van der Wal een contract aan te bieden.
Belangrijke spelers die vertrokken zijn, zijn verdediger Moisander (die een contract heeft getekend bij AZ), middenvelder Zuidam (naar aartsrivaal Go Ahead Eagles), aanvallende middenvelder Jongsma (naar RKC Waalwijk) en spits Tozé.
Naast een 4-tal jeugdspelers (Gnodde, Pluim, Schuldink en Vossebelt) die zijn doorgestroomd heeft FC Zwolle ook de 'verloren zoon' Dominggus Lim-Duan als amateur teruggehaald. Als hij 10 kg verliest en zijn voetbalkwaliteiten toont kan hij een contract verdienen.
Verder zijn er een aantal tropische verrassingen gehaald uit Zuid-Amerika (Giglio, Guarino en Grizolli) en Oost-Europa (Görner en Kaprálik).
Botteghin en Van der Haar zijn de belangrijkste spelers die gebleven zijn.

### Selectie 2008/09
| Nr.           |                     | Naam                    | Competitie | Competitie | Beker      | Beker      | Play-offs  | Play-offs  | Totaal     | Totaal     | Contract   | Seizoen    | Vorige club            | Debuut           |
| Nr.           | W                   | Naam                    |            | W          |            | W          |            | W          |            |            | Contract   | Seizoen    | Vorige club            | Debuut           |
| Doelmannen    | Doelmannen          | Doelmannen              | Doelmannen | Doelmannen | Doelmannen | Doelmannen | Doelmannen | Doelmannen | Doelmannen | Doelmannen | Doelmannen | Doelmannen | Doelmannen             | Doelmannen       |
| ------------- | ------------------- | ----------------------- | ---------- | ---------- | ---------- | ---------- | ---------- | ---------- | ---------- | ---------- | ---------- | ---------- | ---------------------- | ---------------- |
| -             | Vlag van Nederland  | Diederik Boer           | 34         | 0          | 1          | 0          | 3          | 0          | 38         | 0          | 2009       | 8e         | Jeugd                  | 8 maart 2003     |
| -             | Vlag van Nederland  | Dolf Kerklaan           | 4          | 0          | 0          | 0          | 0          | 0          | 4          | 0          | 2009       | 1e         | Sparta Rotterdam       | 12 december 2008 |
| Verdedigers   |                     |                         |            |            |            |            |            |            |            |            |            |            |                        |                  |
| -             | Vlag van Brazilië   | Eric Botteghin          | 36         | 5          | 1          | 0          | 3          | 0          | 40         | 5          | 2011       | 3e         | SC Internacional       | 26 januari 2007  |
| -             | Vlag van Argentinië | Esteban Giglio          | 13         | 0          | 1          | 0          | 0          | 0          | 14         | 0          | 2009       | 1e         | Club Sportivo Italiano | 8 augustus 2008  |
| -             | Vlag van Nederland  | Albert van der Haar     | 33         | 7          | 1          | 1          | 3          | 1          | 37         | 9          | 2009       | 13e        | Willem II              | 27 augustus 1994 |
| -             | Vlag van Slowakije  | Zdenko Kaprálik         | 33         | 0          | 1          | 0          | 2          | 0          | 36         | 0          | 2010       | 1e         | Inter Bratislava       | 8 augustus 2008  |
| -             | Vlag van Nederland  | Nick Kuipers            | 15         | 0          | 0          | 0          | 3          | 0          | 18         | 0          | Huur       | 1e         | FC Utrecht             | 18 januari 2009  |
| -             | Vlag van Nederland  | Chiel-Jan Schuldink     | 0          | 0          | 0          | 0          | 0          | 0          | 0          | 0          | Amateur    | 1e         | Jeugd                  | -                |
| -             | Vlag van Nederland  | Rob van der Sluijs      | 8          | 0          | 0          | 0          | 2          | 0          | 10         | 0          | 2009       | 3e         | FC Utrecht             | 19 januari 2007  |
| -             | Vlag van Nederland  | Dennis van der Wal      | 37         | 1          | 1          | 0          | 2          | 0          | 40         | 1          | 2009       | 5e         | Jeugd                  | 14 maart 2005    |
| Middenvelders |                     |                         |            |            |            |            |            |            |            |            |            |            |                        |                  |
| -             | Vlag van Nederland  | Erik Bakker             | 35         | 1          | 1          | 1          | 3          | 0          | 39         | 2          | 2009       | 2e         | Jeugd                  | 10 augustus 2007 |
| -             | Vlag van Canada     | Brandon Bonifacio       | 3          | 1          | 0          | 0          | 0          | 0          | 3          | 1          | Huur       | 1e         | SC Cambuur Leeuwarden  | 23 januari 2009  |
| -             | Vlag van Tsjechië   | Radek Görner            | 16         | 0          | 1          | 0          | 0          | 0          | 17         | 0          | 2009       | 1e         | 1. FC Slovácko         | 8 augustus 2008  |
| -             | Vlag van Brazilië   | Thiago Roberto Grizolli | 12         | 2          | 1          | 1          | 0          | 0          | 13         | 3          | 2009       | 1e         | Teramo Calcio          | 8 augustus 2008  |
| -             | Vlag van Nederland  | Dave Huymans            | 31         | 8          | 1          | 0          | 1          | 0          | 33         | 8          | 2009       | 1e         | Haarlem                | 8 augustus 2008  |
| -             | Vlag van Nederland  | Cees Keizer             | 14         | 0          | 0          | 0          | 3          | 0          | 17         | 0          | Huur       | 1e         | Vitesse                | 6 februari 2009  |
| -             | Vlag van Nederland  | Dominggus Lim-Duan      | 19         | 2          | 0          | 0          | 3          | 0          | 22         | 2          | Amateur    | 7e         | FC Eindhoven           | 21 augustus 2000 |
| -             | Vlag van Nederland  | Robert Plat             | 1          | 0          | 0          | 0          | 0          | 0          | 1          | 0          | Amateur    | 1e         | RKAV Volendam (ama)    | 18 januari 2009  |
| -             | Vlag van Nederland  | Etiënne Reijnen         | 17         | 2          | 0          | 0          | 3          | 0          | 20         | 2          | 2010       | 4e         | Vitesse                | 24 maart 2006    |
| -             | Vlag van Nederland  | Kees Pluim              | 0          | 0          | 0          | 0          | 0          | 0          | 0          | 0          | Amateur    | 1e         | Jeugd                  | -                |
| -             | Vlag van Nederland  | Thomas Vossebelt        | 6          | 0          | 1          | 0          | 0          | 0          | 7          | 0          | 2009       | 1e         | Jeugd                  | 5 september 2008 |
| Aanvallers    |                     |                         |            |            |            |            |            |            |            |            |            |            |                        |                  |
| -             | Vlag van Argentinië | Hugo Bargas             | 16         | 4          | 0          | 0          | 3          | 0          | 19         | 4          | Huur       | 1e         | De Graafschap          | 18 januari 2009  |
| -             | Vlag van Nederland  | Vincent van den Berg    | 0          | 0          | 0          | 0          | 0          | 0          | 0          | 0          | Huur       | 1e         | Go Ahead Eagles        | -                |
| -             | Vlag van Nederland  | Derk Boerrigter         | 31         | 8          | 1          | 0          | 0          | 0          | 32         | 8          | 2009       | 2e         | Haarlem                | 10 augustus 2007 |
| -             | Vlag van Nederland  | Eltjo Gnodde            | 8          | 0          | 1          | 0          | 0          | 0          | 9          | 0          | 2009       | 1e         | Jeugd                  | 29 augustus 2008 |
| -             | Vlag van Nederland  | Roel de Graaff          | 13         | 0          | 0          | 0          | 3          | 1          | 16         | 1          | 2009       | 1e         | Haarlem                | 15 november 2008 |
| -             | Vlag van Uruguay    | Javier Guarino          | 25         | 5          | 0          | 0          | 0          | 0          | 25         | 5          | 2009       | 1e         | Defensor Sporting Club | 8 augustus 2008  |
| -             | Vlag van Nederland  | Marcel Kleizen          | 14         | 3          | 0          | 0          | 0          | 0          | 14         | 3          | 2009       | 2e         | FC Twente              | 12 oktober 2007  |
| -             | Vlag van Nederland  | Johan Plat              | 18         | 2          | 1          | 0          | 2          | 0          | 21         | 2          | 2009       | 1e         | FC Volendam            | 8 augustus 2008  |
| -             | Vlag van Nederland  | Bram van Polen          | 17         | 5          | 0          | 0          | 2          | 0          | 19         | 5          | 2009       | 2e         | Vitesse                | 12 oktober 2007  |
| -             | Vlag van Nederland  | Jesper Voorintholt      | 0          | 0          | 0          | 0          | 0          | 0          | 0          | 0          | Amateur    | 1e         | FC Emmen (Jeugd)       | -                |
| Nr.           |                     | Naam                    | W          |            | W          |            | W          |            | W          |            | Contract   | Seizoen    | Vorige club            | Debuut           |
| Nr.           | Competitie          | Competitie              | Beker      | Beker      | Play-offs  | Play-offs  | Totaal     | Totaal     |            |            | Contract   | Seizoen    | Vorige club            | Debuut           |

### Technische staf
| Naam               | Functie                 |
| ------------------ | ----------------------- |
| Jan Everse         | Trainer/Coach           |
| Claus Boekweg      | Assistent Trainer/Coach |
| Sierd van der Berg | Keeperstrainer          |
| Martin Reijnders   | Techniektrainer         |
| Erwin Vloedgraven  | Verzorger               |
| Jenny Admiraal     | Verzorger               |
| Wim de Weerdt      | Teambegeleider          |
| Jerome Mulder      | Facilitair Medewerker   |
| Arthur Vennik      | Fysiotherapeut          |

Hoofdtrainer Jan Everse is per 2 maart 2009 op non-actief gesteld door het bestuur van FC Zwolle. Een arbitragezaak bij de KNVB moet duidelijkheid in de zaak scheppen over de gronden waarop de trainer op non-actief is gesteld. Dan zal tevens worden bekeken of Everse als hoofdtrainer kan aanblijven bij FC Zwolle, of dat er een onwerkbare situatie is ontstaan. In dat laatste geval zal FC Zwolle de oefenmeester hoogstwaarschijnlijk een forse afkoopsom moeten betalen in ruil voor ontslag. Assistent van Jan Everse was Claus Boekweg. Hij nam na het op non-actief stellen van Everse tijdelijk de taak als hoofdtrainer op zich, maar besloot uit solidariteit met Everse deze functie slechts voor de duur van twee wedstrijden te vervullen. Op 10 maart 2009 maakte FC Zwolle bekend dat Marco Roelofsen, tot dan toe trainer van de B-jeugd van FC Zwolle, tijdelijk het hoofdtrainerschap op zich zal nemen. Claus Boekweg zal weer assistent-trainer worden. Sierd van der Berg neemt de training van de keepers op zich en Martin Reijnders is in dienst als techniektrainer. De verzorging ligt in handen van Erwin Vloedgraven en Jenny Admiraal, Arthur Vennik is fysiotherapeut. Wim de Weerdt is de teambegeleider en Jerome Mulder is in dienst als facilitair medewerker. Jaap Stam zit nu ook bij de technische staf.

## Statistieken FC Zwolle 2008/2009

### Eindstand FC Zwolle in de Nederlandse Eerste divisie 2008 / 2009
| Stand | Gespeeld | Gewonnen | Gelijk | Verloren | Punten | Doelpunten voor | Doelpunten tegen | Gele kaarten | Rode kaarten |
| ----- | -------- | -------- | ------ | -------- | ------ | --------------- | ---------------- | ------------ | ------------ |
| 4e    | 38       | 18       | 9      | 11       | 63     | 58              | 49               | 60           | 6            |

### Topscorers
| #                | Naam                                 | Goal |
| ---------------- | ------------------------------------ | ---- |
| 1.               | Derk Boerrigter                      | 8    |
| 1.               | Dave Huymans                         | 8    |
| 3.               | Albert van der Haar                  | 7    |
| 4.               | Eric Botteghin                       | 5    |
| 4.               | Javier Guarino                       | 5    |
| 4.               | Bram van Polen                       | 5    |
| 7.               | Hugo Bargas                          | 4    |
| 8.               | Marcel Kleizen                       | 3    |
| 9.               | Thiago Roberto Grizolli              | 2    |
| 9.               | Dominggus Lim-Duan                   | 2    |
| 9.               | Johan Plat                           | 2    |
| 9.               | Etiënne Reijnen                      | 2    |
| 13.              | Erik Bakker                          | 1    |
| 13.              | Brandon Bonifacio                    | 1    |
| 13.              | Dennis van der Wal                   | 1    |
| Eigen doelpunten |                                      |      |
| –                | Shane Arana Barrantes (FC Omniworld) | 1    |
| –                | Jordens Peters (FC Den Bosch)        | 1    |
| Totaal           | Totaal                               | 58   |

| #      | Naam                    | Goal |
| ------ | ----------------------- | ---- |
| 1.     | Erik Bakker             | 1    |
| 1.     | Thiago Roberto Grizolli | 1    |
| 1.     | Albert van der Haar     | 1    |
| Totaal | Totaal                  | 3    |

| #      | Naam                    | Goal |
| ------ | ----------------------- | ---- |
| 1.     | Johan Plat              | 9    |
| 2.     | Derk Boerrigter         | 4    |
| 2.     | Thiago Roberto Grizolli | 4    |
| 2.     | Marcel Kleizen          | 4    |
| 5.     | Eltjo Gnodde            | 3    |
| 5.     | Dave Huymans            | 3    |
| 5.     | Bram van Polen          | 3    |
| 8.     | Erik Bakker             | 1    |
| 8.     | Vincent van den Berg    | 1    |
| 8.     | Eric Botteghin          | 1    |
| 8.     | Mariano Corsico         | 1    |
| 8.     | Zdenko Kaprálik         | 1    |
| 8.     | Matiás Oliver           | 1    |
| 8.     | Jesper Voorintholt      | 1    |
| 8.     | Thomas Vossebelt        | 1    |
| Totaal | Totaal                  | 38   |

### Kaarten
| #      | Naam                    |    |
| ------ | ----------------------- | -- |
| 1.     | Eric Botteghin          | 6  |
| 2.     | Hugo Bargas             | 5  |
| 2.     | Dennis van der Wal      | 5  |
| 4.     | Derk Boerrigter         | 4  |
| 4.     | Radek Görner            | 4  |
| 4.     | Etiënne Reijnen         | 4  |
| 7.     | Diederik Boer           | 3  |
| 7.     | Esteban Giglio          | 3  |
| 7.     | Dave Huymans            | 3  |
| 7.     | Zdenko Kaprálik         | 3  |
| 11.    | Erik Bakker             | 2  |
| 11.    | Thiago Roberto Grizolli | 2  |
| 11.    | Dolf Kerklaan           | 2  |
| 11.    | Marcel Kleizen          | 2  |
| 11.    | Rob van der Sluijs      | 2  |
| 16.    | Eltjo Gnodde            | 1  |
| 16.    | Roel de Graaff          | 1  |
| 16.    | Martin Guarino          | 1  |
| 16.    | Albert van der Haar     | 1  |
| 16.    | Nick Kuipers            | 1  |
| 16.    | Bram van Polen          | 1  |
| Totaal | Totaal                  | 60 |

| #      | Naam           |   |
| ------ | -------------- | - |
| 1.     | Erik Bakker    | 1 |
| 1.     | Johan Plat     | 1 |
| 1.     | Bram van Polen | 1 |
| Totaal | Totaal         | 3 |

| #      | Naam            |   |
| ------ | --------------- | - |
| 1.     | Eric Botteghin  | 1 |
| 1.     | Nick Kuipers    | 1 |
| 1.     | Etiënne Reijnen | 1 |
| Totaal | Totaal          | 3 |

### Punten per speelronde
| Speelronde | 1 | 2 | 3 | 4 | 5 | 6 | 7 | 8 | 9 | 10 | 11 | 12 | 13 | 14 | 15 | 16 | 17 | 18 | 19 | 20 | 21 | 22 | 23 | 24 | 25 | 26 | 27 | 28 | 29 | 30 | 31 | 32 | 33 | 34 | 35 | 36 | 37 | 38 |
| ---------- | - | - | - | - | - | - | - | - | - | -- | -- | -- | -- | -- | -- | -- | -- | -- | -- | -- | -- | -- | -- | -- | -- | -- | -- | -- | -- | -- | -- | -- | -- | -- | -- | -- | -- | -- |
| Punten     | 1 | 3 | 3 | 1 | 3 | 0 | 3 | 1 | 0 | 3  | 1  | 0  | 1  | 0  | 0  | 3  | 1  | 1  | 3  | 0  | 3  | 3  | 3  | 0  | 0  | 3  | 0  | 3  | 0  | 3  | 3  | 3  | 3  | 1  | 3  | 0  | 1  | 3  |

### Punten na speelronde
| Speelronde | 1 | 2 | 3 | 4 | 5  | 6  | 7  | 8  | 9  | 10 | 11 | 12 | 13 | 14 | 15 | 16 | 17 | 18 | 19 | 20 | 21 | 22 | 23 | 24 | 25 | 26 | 27 | 28 | 29 | 30 | 31 | 32 | 33 | 34 | 35 | 36 | 37 | 38 |
| ---------- | - | - | - | - | -- | -- | -- | -- | -- | -- | -- | -- | -- | -- | -- | -- | -- | -- | -- | -- | -- | -- | -- | -- | -- | -- | -- | -- | -- | -- | -- | -- | -- | -- | -- | -- | -- | -- |
| Punten     | 1 | 4 | 7 | 8 | 11 | 11 | 14 | 15 | 15 | 18 | 19 | 19 | 20 | 20 | 20 | 23 | 24 | 25 | 38 | 28 | 31 | 34 | 37 | 37 | 37 | 40 | 40 | 43 | 43 | 46 | 49 | 52 | 55 | 56 | 59 | 59 | 60 | 63 |

### Stand na speelronde
| Speelronde | 1   | 2  | 3  | 4  | 5  | 6  | 7  | 8  | 9  | 10 | 11 | 12 | 13 | 14 | 15 | 16 | 17 | 18 | 19 | 20 | 21 | 22 | 23 | 24 | 25 | 26 | 27 | 28 | 29 | 30 | 31 | 32 | 33 | 34 | 35 | 36 | 37 | 38 |
| ---------- | --- | -- | -- | -- | -- | -- | -- | -- | -- | -- | -- | -- | -- | -- | -- | -- | -- | -- | -- | -- | -- | -- | -- | -- | -- | -- | -- | -- | -- | -- | -- | -- | -- | -- | -- | -- | -- | -- |
| Stand      | 12e | 4e | 1e | 3e | 2e | 6e | 2e | 3e | 4e | 4e | 5e | 6e | 7e | 8e | 8e | 7e | 8e | 9e | 8e | 9e | 9e | 6e | 5e | 5e | 6e | 5e | 6e | 5e | 7e | 6e | 5e | 4e | 4e | 4e | 4e | 4e | 4e | 4e |

### Doelpunten per speelronde
| Speelronde | 1 | 2 | 3 | 4 | 5 | 6 | 7 | 8 | 9 | 10 | 11 | 12 | 13 | 14 | 15 | 16 | 17 | 18 | 19 | 20 | 21 | 22 | 23 | 24 | 25 | 26 | 27 | 28 | 29 | 30 | 31 | 32 | 33 | 34 | 35 | 36 | 37 | 38 | Totaal |
| ---------- | - | - | - | - | - | - | - | - | - | -- | -- | -- | -- | -- | -- | -- | -- | -- | -- | -- | -- | -- | -- | -- | -- | -- | -- | -- | -- | -- | -- | -- | -- | -- | -- | -- | -- | -- | ------ |
| Doelpunten | 0 | 3 | 3 | 1 | 3 | 1 | 4 | 0 | 0 | 1  | 2  | 1  | 0  | 1  | 0  | 3  | 3  | 1  | 4  | 1  | 2  | 1  | 3  | 1  | 0  | 2  | 0  | 3  | 0  | 3  | 2  | 1  | 2  | 0  | 2  | 0  | 0  | 3  | 58     |

## Mutaties

### Zomer

#### Aangetrokken
| Nr. | Nat. | Naam                    | Van                    | Type         | Contract | Transfersom | Bijzonderheid |
| --- | ---- | ----------------------- | ---------------------- | ------------ | -------- | ----------- | ------------- |
| -   | NL   | Vincent van den Berg    | Arsenal FC             | Op huurbasis | -        | n.v.t.      | -             |
| -   | AR   | Esteban Giglio          | Club Sportivo Italiano | 30-06-2009   | -        | n.v.t.      | -             |
| -   | CZ   | Radek Görner            | 1. FC Slovácko         | 30-06-2009   | -        | n.v.t.      | -             |
| -   | NL   | Roel de Graaff          | Haarlem                | 30-06-2009   | -        | n.v.t.      | -             |
| -   | BR   | Thiago Roberto Grizolli | Teramo Calcio          | 30-06-2009   | -        | n.v.t.      | -             |
| -   | UY   | Javier Guarino          | Defensor Sporting Club | 30-06-2009   | -        | n.v.t.      | -             |
| -   | NL   | Dave Huymans            | Haarlem                | Amateur      | -        | n.v.t.      | -             |
| -   | NL   | Zdenko Kaprálik         | Inter Bratislava       | 30-06-2010   | -        | n.v.t.      | -             |
| -   | NL   | Dolf Kerklaan           | Sparta Rotterdam       | 30-06-2009   | -        | n.v.t.      | -             |
| -   | NL   | Dominggus Lim-Duan      | FC Eindhoven           | Amateur      | -        | n.v.t.      | -             |
| -   | NL   | Johan Plat              | FC Volendam            | 30-06-2009   | -        | n.v.t.      | -             |
| -   | NL   | Robert Plat             | RKAV Volendam (ama)    | Amateur      | -        | n.v.t.      | -             |
| -   | NL   | Kees Pluim              | Jeugd                  | 30-06-2009   | -        | n.v.t.      | -             |
| -   | NL   | Chiel-Jan Schuldink     | Jeugd                  | 30-06-2009   | -        | n.v.t.      | -             |
| -   | NL   | Jesper Voorintholt      | FC Emmen               | Amateur      | -        | n.v.t.      | -             |
| -   | NL   | Thomas Vossebelt        | Jeugd                  | 30-06-2009   | -        | n.v.t.      | -             |

#### Vertrokken
| Nr. | Nat. | Naam              | Naar                  | Type               | Transfersom | Wed. | Dlpt. |
| --- | ---- | ----------------- | --------------------- | ------------------ | ----------- | ---- | ----- |
| -   | NL   | Yassine Assa      | Niet bekend           | -                  | n.v.t.      | 0    | 0     |
| -   | BR   | Juscemar Borilli  | US Cremonese          | -                  | n.v.t.      | 4    | 1     |
| -   | NL   | Romano Bijl       | RKSV Leonidas (ama)   | -                  | n.v.t.      | 20   | 0     |
| -   | NL   | Marcel de Bruijn  | RKSV Leonidas (ama)   | -                  | n.v.t.      | 14   | 0     |
| -   | NL   | Mike Derlagen     | HFC Haarlem           | -                  | n.v.t.      | 20   | 0     |
| -   | NL   | Koen Garritsen    | AGOVV Apeldoorn       | -                  | n.v.t.      | 8    | 0     |
| -   | NL   | Ivar van Harskamp | DOS Kampen (ama)      | -                  | n.v.t.      | 0    | 0     |
| -   | NL   | Jesper Hogedoorn  | Vitesse Delft (ama)   | -                  | n.v.t.      | 0    | 0     |
| -   | NL   | Harmen Kuperus    | FC Volendam           | -                  | n.v.t.      | 0    | 0     |
| -   | NL   | Anco Jansen       | SC Cambuur            | -                  | n.v.t.      | 40   | 2     |
| -   | NL   | Anton Jongsma     | RKC Waalwijk          | -                  | n.v.t.      | 75   | 26    |
| -   | BR   | Leonardo          | SE Palmeiras (Futsal) | -                  | n.v.t.      | 1    | 0     |
| -   | FI   | Niklas Moisander  | AZ                    | -                  | n.v.t.      | 71   | 5     |
| -   | FI   | Petri Oravainen   | HJK Helsinki          | -                  | n.v.t.      | 24   | 4     |
| -   | NL   | Erik Rotman       | SC Genemuiden (ama)   | -                  | n.v.t.      | 7    | 0     |
| -   | NL   | Sander Rozema     | FC Groningen          | Einde huurcontract | n.v.t.      | 0    | 0     |
| -   | PT   | Tozé              | Deportivo Alavés      | -                  | n.v.t.      | 33   | 15    |
| -   | NL   | Jordy Zuidam      | Go Ahead Eagles       | -                  | n.v.t.      | 80   | 11    |

#### Statistieken transfers zomer
| Gekochte spelers | Verkochte spelers | Gehuurde spelers | Verhuurde spelers | Spelers terug van verhuurperiode | Spelers einde van huurperiode | Transfervrij aangetrokken spelers | Transfervrij vertrokken spelers | Doorgestroomde jeugdspelers |
| ---------------- | ----------------- | ---------------- | ----------------- | -------------------------------- | ----------------------------- | --------------------------------- | ------------------------------- | --------------------------- |
| 0                | 0                 | 1                | 0                 | 1                                | 0                             | 13                                | 17                              | 3                           |

### Winter

#### Aangetrokken
| Nr. | Nat. | Naam              | Van           | Type         | Contract | Transfersom | Bijzonderheid |
| --- | ---- | ----------------- | ------------- | ------------ | -------- | ----------- | ------------- |
| -   | AR   | Hugo Bargas       | De Graafschap | Op huurbasis | -        | n.v.t.      | -             |
| -   | NL   | Brandon Bonifacio | SC Cambuur    | Op huurbasis | -        | n.v.t.      | -             |
| -   | NL   | Cees Keizer       | Vitesse       | Op huurbasis | -        | n.v.t.      | -             |
| -   | NL   | Nick Kuipers      | FC Utrecht    | Op huurbasis | -        | n.v.t.      | -             |

#### Vertrokken
| Nr. | Nat. | Naam                    | Naar               | Type         | Transfersom | Wed. | Dlpt. |
| --- | ---- | ----------------------- | ------------------ | ------------ | ----------- | ---- | ----- |
| -   | AR   | Esteban Giglio          | CA Nueva Chicago   | -            | n.v.t.      | 13   | 0     |
| -   | CZ   | Radek Görner            | 1. FC Slovácko     | -            | n.v.t.      | 16   | 0     |
| -   | BR   | Thiago Roberto Grizolli | SD Serra FC        | -            | n.v.t.      | 12   | 2     |
| -   | NL   | Marcel Kleizen          | FC Emmen           | Op huurbasis | n.v.t.      | 41   | 10    |
| -   | NL   | Kees Pluim              | SDC Putten (ama)   | -            | n.v.t.      | 0    | 0     |
| -   | NL   | Chiel-Jan Schuldink     | Bergentheim (ama)  | -            | n.v.t.      | 0    | 0     |
| -   | NL   | Jesper Voorintholt      | Nieuw Buinen (ama) | -            | n.v.t.      | 0    | 0     |

#### Statistieken transfers winter
| Gekochte spelers | Verkochte spelers | Gehuurde spelers | Verhuurde spelers | Spelers terug van verhuurperiode | Spelers einde van huurperiode | Transfervrij aangetrokken spelers | Transfervrij vertrokken spelers | Doorgestroomde jeugdspelers |
| ---------------- | ----------------- | ---------------- | ----------------- | -------------------------------- | ----------------------------- | --------------------------------- | ------------------------------- | --------------------------- |
| 0                | 0                 | 4                | 1                 | 0                                | 0                             | 0                                 | 6                               | 0                           |